# Penhold
Penhold är en ort i Kanada.   Den ligger i provinsen Alberta, i den centrala delen av landet, 2 900 km väster om huvudstaden Ottawa. Penhold ligger 895 meter över havet och antalet invånare är 1 818.
Terrängen runt Penhold är platt.Närmaste större samhälle är Red Deer, 15,5 km norr om Penhold. 
Trakten runt Penhold består till största delen av jordbruksmark. Runt Penhold är det mycket glesbefolkat, med 5 invånare per kvadratkilometer.